# Давтян, Владимир Иванович
Владимир Иванович Давтян (1 октября 1925, Тифлис, СССР — 23 декабря 1991, Москва, Россия) — советский футболист. Вратарь.

## Биография
За свою карьеру выступал в советских командах «Мотор» (Тбилиси), «Трудовые резервы» (Тбилиси), «Трудовые резервы» (Москва), «Локомотив» (Тбилиси), «Локомотив» (Москва), «Спартак» (Москва) и «Шахтёр» (Сталино).
В июле 1949 года был дисквалифицирован за «поведение, недостойное советского спортсмена». 6 мая 1950 года в газете «Советский спорт» было опубликовано покаянное письмо футболиста.
В 1952 году заявлен был за Шахтёр (Сталино), но ни одной игры в чемпионате СССР не сыграл. При этом за систематическое нарушение дисциплины был отчислен из команды. В октябре 1952 года было опубликовано сообщение о запрете Давтяну играть в командах мастеров и на первенство республики. В итоге завершил карьеру игрока в 1952 году.
В 1991 году работал тренером команды Зангезур.
Скончался 23 декабря 1991 года в Москве. Похоронен на Армянском кладбище.